# Serranía Alta
Die Comarca Serranía Alta ist eine der fünf Comarcas in der Provinz Cuenca der autonomen Gemeinschaft Kastilien-La Mancha.
Sie umfasst 19 Gemeinden sowie den nördlichen unbewohnten Teil der Gemeinde Cuenca auf einer Fläche von 1.467,68 km² mit dem Hauptort Cañizares.

## Gemeinden
| Gemeinde              | Einwohner (2024) | Fläche km² | Dichte Einw./km² | Cod INE | Postleitzahl |
| --------------------- | ---------------- | ---------- | ---------------- | ------- | ------------ |
| Beteta                | 235              | 115,35     | 2                | 16035   | 16870        |
| Cañizares             | 440              | 76,34      | 6                | 16053   | 16891        |
| Carrascosa            | 70               | 71,47      | 1                | 16057   | 16879        |
| Cuenca                | 0                | 364,13     | 0                | 16078   | 16000–16004  |
| Cueva del Hierro      | 25               | 28,20      | 1                | 16079   | 16879        |
| Fuertescusa           | 69               | 64,72      | 1                | 16091   | 16890        |
| Huélamo               | 70               | 78,84      | 1                | 16107   | 16152        |
| Huerta del Marquesado | 173              | 35,69      | 5                | 16111   | 16316        |
| Laguna del Marquesado | 59               | 37,91      | 2                | 16115   | 16316        |
| Lagunaseca            | 49               | 34,77      | 1                | 16116   | 16878        |
| Las Majadas           | 217              | 87,25      | 2                | 16121   | 16142        |
| Masegosa              | 62               | 33,16      | 2                | 16123   | 16878        |
| Poyatos               | 71               | 44,28      | 2                | 16165   | 16878        |
| El Pozuelo            | 43               | 41,26      | 1                | 16169   | 16812        |
| Santa María del Val   | 63               | 46,31      | 1                | 16197   | 16878        |
| Tragacete             | 261              | 61,39      | 4                | 16215   | 16150        |
| Valdemeca             | 82               | 69,80      | 1                | 16224   | 16152        |
| Valsalobre            | 20               | 38,08      | 1                | 16234   | 16390        |
| Vega del Codorno      | 143              | 32,54      | 4                | 16239   | 16150        |
| Zafrilla              | 53               | 106,19     | 0                | 16278   | 16317        |
| Comarca Serranía Alta | 2.205            | 1.467,68   | 2                | –       | –            |

1. ↑   Nur das nördliche unbewohnte Gebiet, der Rest gehört der Comarca Serranía Media-Campichuelo y Serranía Baja.